# Nazli Fazıl
Nazlı Fazıl (arabe : نازلي فاضل), Nazli Fadhel, Nazli Fazl ou Zainab Nazlı Khanum Effendi, née en 1853  à Constantinople et morte le 12 décembre 1913 au Caire, est une princesse égyptienne de la dynastie de Méhémet Ali et l'une des premières femmes à avoir tenu un salon littéraire dans le monde arabe moderne, ce qui lui confère une place dans l'histoire de la littérature égyptienne.  

## Biographie

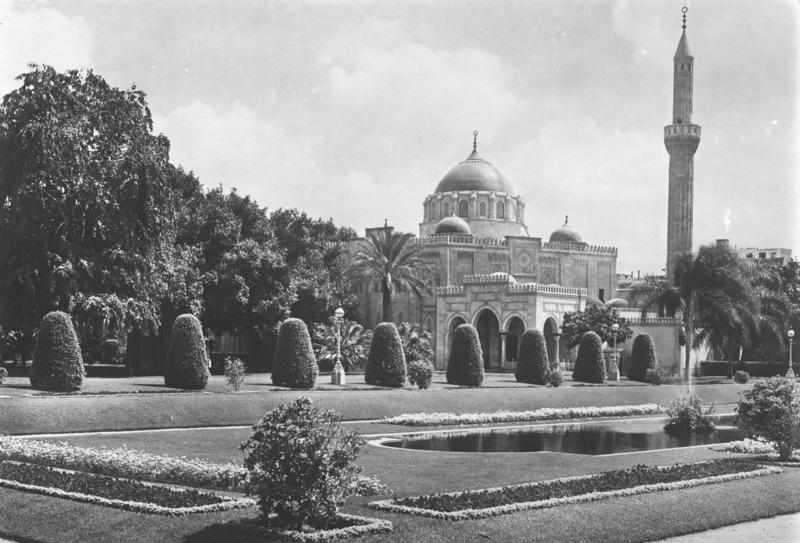
Palais d'Abedin et mosquée royale du Caire en 1931.

Nazli Fazıl naît à Constantinople, capitale de l'Empire ottoman, en 1853, alors que la vice-royauté d'Égypte était encore vassale du sultan ottoman. Elle est la fille aînée du prince Mustafa Fazıl Pacha et de Dilazad Khanum Effendi. Elle est élevée en Égypte jusqu'en 1866 quand son père, écarté de la succession égyptienne, l'envoie étudier à Constantinople. Elle y reçoit une éducation exceptionnelle pour l'époque ; elle parle turc, arabe, français, anglais, italien et allemand. En 1872, elle épouse Khalil-Bey, un diplomate ottoman qui a joué un rôle important à l'époque de la guerre de Crimée, mais alors retiré des affaires, sauf une brève mission à Paris en 1877. Leur fille unique, Hayya Khanum, meurt en bas âge. 
Après la mort de Khalil-Bey à Constantinople en 1879, elle retourne s'installer  dans une résidence du Caire, la Villa Henry, proche du palais royal d'Abedin. Elle y tient un salon littéraire où elle invite des membres de l'élite intellectuelle égyptienne, comme Mohamed Abduh, Saad Zaghloul ou Qasim Amin, l'un des fondateurs du féminisme arabe, et des étrangers de marque comme Lord Cromer, chef de l'administration britannique en Égypte à partir de 1878, et Lord Kitchener, gouverneur du Soudan anglo-égyptien.

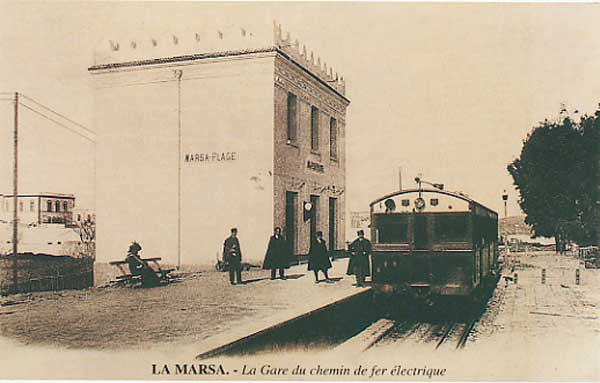
Gare de La Marsa-Plage vers 1910.

Cette période voit l'affirmation des femmes dans l'espace culturel égyptien : plus de 600 biographies de femmes sont publiées par des auteurs des deux sexes entre 1892 et 1939.
Elle se remarie en 1898 avec Khelil Bouhageb, fils de Salem Bouhageb, et s'établit à La Marsa près de Tunis. Son salon littéraire reçoit des réformateurs du mouvement des Jeunes Tunisiens, comme le journaliste Ali Bach Hamba.
La princesse passe pour aimer le champagne, les cigarettes et le piano. De 1906 à 1913, elle est la présidente honoraire de la Société sportive musulmane de Tunisie. Elle meurt d'un arrêt cardiaque en 1913. Elle est enterrée au mausolée des Fazıl près de la mosquée Imam al-Shafi’i au Caire.